# 齋藤涼
齋藤 涼（さいとう りょう、1987年11月14日 - ）は兵庫県出身の日本の柔道家。73kg級の選手。身長は176cm。組み手は右組み。得意技は大外刈。

## 経歴
柔道は6歳の時に広畑柔道教室で始めた。朝日中学から育英高校へ進むと、3年の時にはインターハイ団体戦で、後にロンドンパラリンピック100kg超級金メダリストになる同級生の正木健人などとともに活躍して3位になった。
天理大学に進学すると、3年の時には学生体重別の73kg級決勝で筑波大学4年の形部安彦を破って優勝した。嘉納杯では3位に入った。ワールドカップ・トビリシでは2年連続3位になった。4年の時には学生体重別の決勝で東海大学2年の中矢力に敗れて2連覇はならなかった。
2010年には旭化成の所属となると、東アジア選手権では2位だったが、団体戦のワールドカップ・サルヴァドールで優勝を飾った。実業個人選手権では決勝で了徳寺学園職員の鳥居智男を破って優勝した。世界団体では優勝メンバーの一員として名を連ねることになった。講道館杯では決勝で中矢に敗れて2位だった。2011年の体重別では決勝で了徳寺学園職員の粟野靖浩に敗れた。実業個人選手権では決勝でS･T･Oの鳥居を破って2連覇を達成した。講道館杯では3位だった。2012年の体重別と講道館杯ではそれぞれ3位になった。グランプリ・青島でも3位になった。2013年の実業個人選手権では決勝で了徳寺学園職員の太田慶一を破って2年ぶり3度目の優勝を果たした。ワールドコンバットゲームズでは優勝メンバーの一員として名を連ねることになった。2014年の実業個人選手権では3位だった。引退後は天理高校の柔道部監督に就任すると、2018年のインターハイ団体戦ではチームを27年ぶりの優勝へ導いた

## 主な戦績
- 2005年 -　インターハイ　団体戦　3位
- 2008年　- 学生体重別　優勝
- 2008年　- 嘉納杯　3位
- 2009年　- ワールドカップ・トビリシ　3位
- 2009年　- 学生体重別　2位
- 2009年　- 体重別団体　3位
- 2010年　- ワールドカップ・トビリシ　3位
- 2010年　- 東アジア選手権　2位
- 2010年　- ワールドカップ・サルヴァドール　優勝
- 2010年　- 実業個人選手権　優勝
- 2010年　- ワールドカップ・ローマ　3位
- 2010年　- 世界団体　優勝
- 2010年　- 講道館杯　2位
- 2011年　- 体重別　2位
- 2011年　- 実業個人選手権　優勝
- 2011年　- 講道館杯　3位
- 2012年　- 体重別　3位
- 2012年　- 講道館杯　3位
- 2012年　- グランプリ・青島　3位
- 2013年　- 実業個人選手権　優勝
- 2013年　- ワールドコンバットゲームズ　優勝
- 2014年　- 実業個人選手権　3位

(出典、JudoInside.com)。